# Zone résidentielle
La zone résidentielle désigne une zone urbaine appartenant à un quartier où l'habitat est la fonction prépondérante et où l'espace public est conçu pour être partagé dans la perspective d'une véritable coexistence des différentes catégories d'usagers. Les piétons y sont prioritaires et les jeux d'enfants autorisés. La vitesse maximale a vocation à être limitée à 20 km/h, mais ne l'est pas systématiquement au départ. 

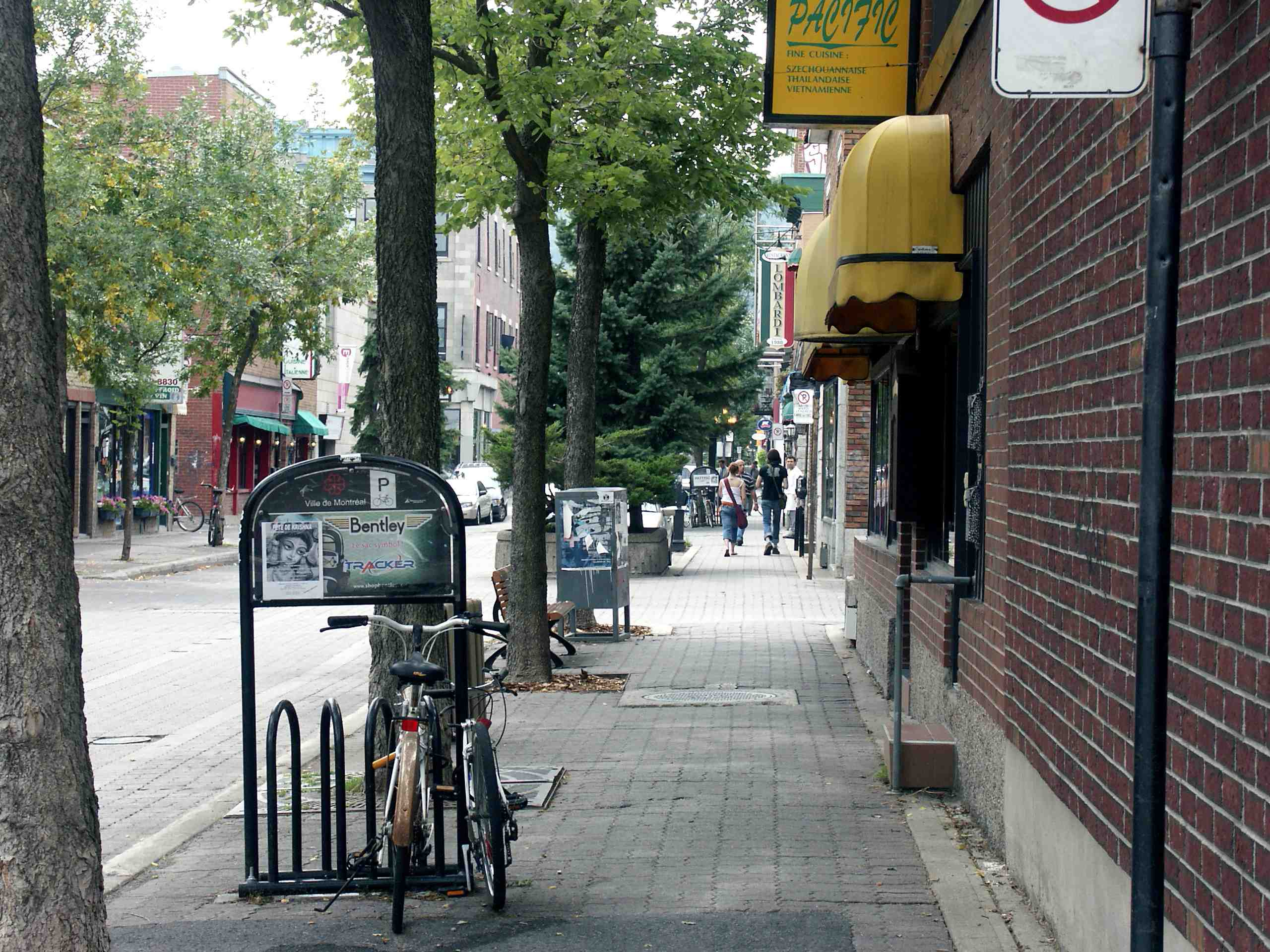
Rue Duluth, à Montréal, en août

## Histoire
Apparu dans les années 1970 en Europe, ce modèle a été inventé aux Pays-Bas au travers du concept de woonerf. 
Dès 1988, ce concept a été étendu aux Pays-Bas aux quartiers commerciaux, centres-villes, et centres historiques. On parle alors de erf, et non plus de woonerf. Il est ensuite étendu à d'autres pays, comme la Belgique, la Suisse puis en 2008 en France sous le nom de zone de rencontre. La vitesse est alors formellement limitée.

## Règles et équipements selon les pays

### Allemagne
En Allemagne le concept s'appelle verkehrsberuhigter Bereich, qu'on pourrait traduire par « zone à circulation calme ».
|  |  |

### Autriche
En Autriche le concept s'appelle Wohnstraße, qu'on pourrait traduire par « rue résidentielle ». 
|  |  |

### Belgique
En Belgique, le concept s'appelle woonerf ou en français zone résidentielle. Il a été introduit dans le code de la route en 1978. La vitesse y est limitée à 20 km/h.
|  |  |

### Canada
Un exemple nord-américain de zone résidentielle est la rue Duluth, à Montréal.

### Espagne
En Espagne le concept s'appelle calle residencial, qu'on pourrait traduire par rue résidentielle. 
|  |  |

### France
Le concept de « zone de rencontre » a été instauré dans le code de la route en 2008 à la suite du travail de réflexion sur le code de la rue. Néanmoins, avant cette date existaient déjà des aménagements qui reflètent l’esprit de cohabitation pacifique des usagers, avec priorité accordée aux piétons (exemples à Chambéry, le parvis de la Gare du Nord à Paris, etc.).
La première ville où une zone de rencontre a été instaurée est Chambéry.
|  |  |

Le CERTU (désormais intégré au Cerema) a mis en place un observatoire national .

### Norvège
|  |  |

### Pays-Bas
En néerlandais, erf (autrefois woonerf) veut dire « cour résidentielle » et fait partie de l'infrastructure de circulation.
C'est un type d'infrastructure qui est utile lorsque les activités piétonnes et de séjour (la marche, les jeux des enfants, etc.) ont priorité sur la circulation automobile. Aux Pays-Bas, des règlements exigent que les voitures roulent au ralenti et elles ne peuvent se garer qu'à certains endroits désignés. 
|  |  |  |

### Pologne
En Pologne : Strefa zamieszkania
|  |  |

### République tchèque
|  |  |

### Royaume-Uni
Au Royaume-Uni les zones résidentielles sont nommées Home zone.
- Signalisation anglaise: http://www.homezones.org.uk/public/images/legislation/signing_02.jpg

### Suède
|  |  |

### Suisse
En Suisse, la zone de rencontre a été introduite dans la réglementation avec l’ordonnance fédérale du 28 septembre 2001. Cet espace désigne des routes situées dans des quartiers résidentiels ou commerciaux, sur lesquelles les piétons et les utilisateurs d’engins assimilés à des véhicules peuvent utiliser toute l’aire de circulation. Ils bénéficient de la priorité mais ne doivent toutefois pas gêner inutilement les véhicules. Cette restriction dans le code constitue une différence par rapport aux usages aux Pays-Bas 
|  |  |  |  |